# Лошаково (Харьковская область)
Лошаково (укр. Лошакове) — село в Резниковском сельском совете Волчанского района Харьковской области Украины.
Код КОАТУУ — 6321686805. Население по переписи 2019 года составляет 1 (1/0 м/ж) человек.

## Географическое положение
Село Лошаково находится на одном из отрогов балки Бударский Яр, примыкает к сёлам Черняков и Хижняково. В 4-х км проходит граница с Россией.
По селу протекает пересыхающий ручей, на котором сделано несколько запруд.

## История
- 1695 — дата основания.